# Luật cơ bản của Cộng hòa Liên bang Đức
Luật cơ bản Cộng hòa Liên bang Đức (tiếng Đức: Grundgesetz für die Bundesrepublik Deutschland) là Hiến pháp của Cộng hòa Liên bang Đức. Được phê chuẩn ngày 8 tháng 5 năm 1949 tại Bonn với chữ ký của 3 quốc gia Anh, Pháp, Hoa Kỳ phe đồng minh phương Tây ngày 12 tháng 5 năm 1949 và có hiệu lực từ ngày 23 tháng 5 năm 1949. Ban đầu hiến pháp này được áp dụng trong Ba Vùng (khu vực do các nước Anh, Hoa Kỳ, Pháp chiếm đóng tại Tây Đức) sau đó là Cộng hòa Liên bang Tây Đức, tuy cũng áp dụng nhưng không có hiệu lực chinh thức tại Tây Berlin.
Từ Luật cơ bản được dùng thay vì hiến pháp để chỉ tính cách tạm thời chỉ có giá trị cho Tây Đức, và một hiến pháp mới sẽ thay thế khi nước Đức thống nhất được chuẩn bị sẵn theo điều 146.
Mặc dù một số điều dựa vào Hiến pháp Cộng hòa Weimar, tuy nhiên các người soạn thảo muốn đảm bảo một nhà độc tài sẽ không có được cơ hội lên nắm quyền lực với bản Hiến pháp mới này. Đảm bảo nhân quyền và nhân phẩm được đặt lên hàng đầu. Các nguyên tắc Cộng hoà, Dân chủ, Liên bang, Pháp quyền và Nhà nước xã hội là phần quan trọng của Hiến pháp. Các điều trong Hiến pháp là cố định không thể xóa bỏ, sửa đổi hoặc bổ sung theo cách thông thường.

## Quyền cơ bản
Quyền cơ bản là chương đầu tiên trong bản Hiến pháp. Nội dung chính của chương quy định về các quyền cơ bản cá nhân của một công dân với nhà nước. Thể hiện sự tự do nhân quyền của nước Đức. Đây là nội dung chính của toàn bộ bản Hiến pháp.
Điều 1: Nhân phẩm-nhân quyền-giá trị pháp lý của các quyền cơ bản
1. Phẩm giá con người bất khả xâm phạm. Tôn trọng và bảo vệ nó là nhiệm vụ của tất cả các cơ quan nhà nước.
2. Nhân dân Đức do đó thừa nhận các quyền bất khả xâm phạm và bất khả nhượng của con người là cơ sở của cộng đồng, của hòa bình và công lý trên thế giới.
3. Quyền cơ bản sau đây sẽ ràng buộc các cơ quan lập pháp, hành pháp và tư pháp như luật có thể áp dụng trực tiếp.

## Lịch sử

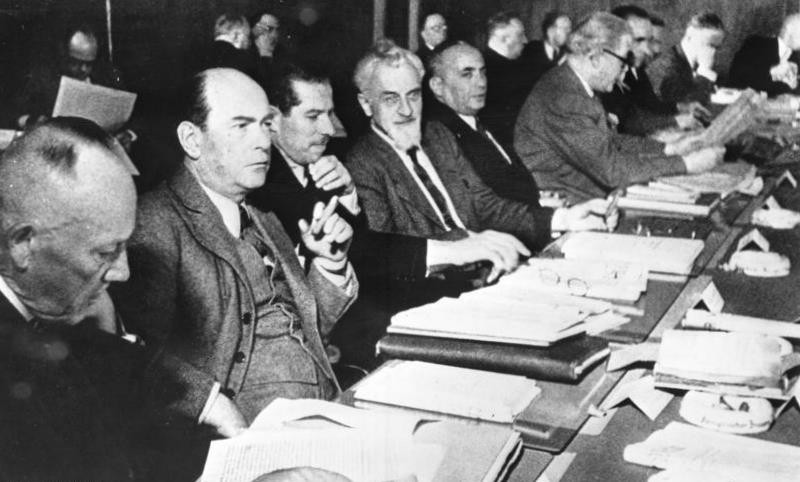
Các Ministerpräsidenten của Tây Đức tham dự Hội nghị về Frankfurter Dokumente tại Koblenz

Giữa tháng 2 và tháng 6 năm 1948. Hội nghị London của 6 nước Anh, Pháp, Hoa Kỳ, Hà Lan, Bỉ, Luxembourg đã họp bàn về tương lai của Tây Đức. Kết thúc Hội nghị với kết luận thành lập một nhà nước Tây Đức dân chủ và liên bang.
Ngày 1 tháng 7 năm 1948, đại diện 3 nước phương Tây (Anh, Pháp, Hoa Kỳ) triệu tập các chủ tịch bang của Tây Đức tại Frankfurt và bắt cam kết thi hành theo tài liệu Frankfurt (Frankfurter Dokumente). Theo điều 1 của Frankfurter Dokumente các chủ tịch bang phải thành lập 1 hội đồng hiến pháp, tạo ra một bản hiến pháp dân chủ và liên bang cho Tây Đức.
Các chủ tịch bang không hài lòng, vì những điều họ phải thực hiện đưa tới sự chia cắt nước Đức trong tương lai. Một vài ngày sau họ triệu tập 1 hội nghị tại Rittersturz một sườn núi gần Koblenz. Họ quyết định là tất cả những yêu cầu của tài liệu Frankfurt chỉ được thực hiện một cách tạm thời. Vì vậy Quốc hội chỉ được gọi là Parlamentarischer Rat (Hội đồng lập pháp) và Hiến pháp được gọi là Grundgesetz (Luật cơ bản). Bằng những quyết định của các chủ tịch bang, họ muốn khẳng định là, Tây Đức không phải là nhà nước nhất định của dân tộc Đức, mà chính người dân Đức sẽ tự có quyền quyết định và sự thống nhất đất nước sẽ xảy ra trong tương lai.
Dự thảo sơ bộ được làm tại Herrenchiemsee, nên được gọi là tạm ước Herrenchiemsee (10-23/8/1948). Đại biểu Hội nghị được chỉ định bởi các lãnh đạo tại các bang mới thành lập, hoặc được thiết lập lại.
Bắt đầu từ ngày 1/9/1948, Hội đồng lập pháp đã thảo luận về Grundgesetz. Đến ngày 8/5/1949 Hội đồng Lập pháp chấp thuận thông qua và vào ngày 12/5/1949 3 phe chiếm đóng đã phê chuẩn đồng ý. Ngày 23/5/1949 chính thức công bố và có hiệu lực từ ngày đó. Thời kỳ không có hiến pháp chấm dứt, nhà nước Cộng hòa Liên bang Tây Đức ra đời, mặc dù vẫn còn bị phương Tây chiếm đóng. Cuối tháng 5 năm 1949 Đại hội Nhân dân Đức lần thứ 3 được tổ chức tại khu vực thuộc Liên Xô quản lý, Đại hội thống nhất thông qua Hiến pháp Cộng hòa Dân chủ Đức và ngày 7/10/1949 thành lập nước Cộng hòa Dân chủ Đức. Nước Đức chính thức bị chia cắt từ đây.
Sau khi bức tường Berlin sụp đổ và nước Đức thống nhất (3/10/1990), Luật cơ bản trở thành Hiến pháp của toàn nước Đức.

## Tổ chức
Hiến pháp Đức quy định về chế độ dân chủ đại nghị của nước Đức. Nước Đức chia ra làm 3 hệ thống: hành pháp, lập pháp, tư pháp. Hành pháp do lập pháp kiểm soát để đồng bộ, vì đây là 2 ngành thường xuyên điều hành đất nước, một ngành tư pháp độc lập, để kiểm soát 2 ngành kia. Đức chỉ có 1 ngành quyền lực chuyên để kiểm soát, tránh việc cả ba ngành quyền lực cùng kiểm soát nhau gây khó khăn khi vận hành cơ cấu quốc gia (như ở các nước theo chế độ tổng thống, quốc hội và tổng thống có thể chống nhau dẫn tới tê liệt chính quyền chẳng hạn).
Ngành hành pháp do Tổng thống là người đứng đầu, là nguyên thủ quốc gia. Thủ tướng là người điều hành chính phủ.
Ngành lập pháp được đại diện bởi Bundestag (hạ viện) được bầu cử phổ thông, trực tiếp, phiếu kín. Với các bang của nước Đức được đại diện bởi Bundesrat (thượng viện).
Ngành tư pháp do Tòa án Hiến pháp Liên bang đứng đầu, giám sát tính hợp hiến và luật.
Luật cơ bản Đức 1949 đã có sự tách biệt rõ đâu là quyền (Rechte) và đâu là nghĩa vụ (Pflichte) cơ bản của công dân. Ưu điểm quy định này là bất cứ ai khi đọc luật cơ bản cũng có thể hiểu được điều gì được phép làm (quyền) và những gì bắt buộc phải làm (nghĩa vụ).

## Sửa đổi
Hiến pháp chỉ được sửa đổi khi thấy cần thiết, ảnh hưởng đến toàn bang hoặc nhà nước.
Điều 79: Sửa đổi Hiến pháp Liên bang
1. Hiến pháp Liên bang chỉ có thể được sửa đổi bởi một đạo luật có nội dung quy định rõ về việc sửa đổi hay bổ sung văn bản Hiến pháp Liên bang. Trong trường hợp một điều ước quốc tế liên quan đến giải quyết hòa bình, chuẩn bị một điều ước giải quyết hòa bình hoặc kết thúc chế độ chiếm đóng hoặc thiết kế thúc đẩy quốc phòng của Liên bang, với mục đính làm rõ các quy định của Hiến pháp không ngoại trừ việc ký kết và có hiệu lực với điều ước Quốc tế, chỉ cần thêm ngôn ngữ vào Hiến pháp Liên bang để làm rõ điều này.
2. Bất kỳ đạo Luật nào như vậy cần 2/3 thành viên Hạ viện và 2/3 số phiếu của Thượng viện.
3. Các sửa đổi đối với Hiến pháp Liên bang này ảnh hưởng đến sự phân chia Liên bang thành các Bang, sự tham gia của các Bang trên nguyên tắc vào quá trình lập pháp, hoặc các nguyên tắc đã được nêu ra trong điều 1 và điều 20 đều không thể chấp nhận.